# Kholmsk
Kholmsk (rus: Холмск), coneguda fins a 1946 com Maoka (en japonès:真岡), és una ciutat de Rússia (a l'Extrem Orient Rus) i el centre administratiu del districte de Kholmsk a l'óblast de Sakhalín. Es troba a la part sud-oest de l'illa de Sakhalín. Segons el cens de 2010 tenia 30.937 habitants.
El seu clima és el menys fred dins la regió de Sakhalín amb una temperatura mitjana anual de 5,1 °C, essent la de gener de -7,6 °C i la d'agost de 18,7 °C. La precipitació anual és de 823 litres amb el màxim a l'estiu.

## Història
Els habitants originals de la zona eren els ainu.
La ciutat va ser fundada pels russos l'any 1870 com un centre militar. Després de la Guerra russo-japonesa de 1904-1905, va passar a ser controlada pel Japó, junt amb la resta de la part sud de l'illa Sakhalín, pel Tractat de Portsmouth. Els japonesos la rebatejaren com Maoka (真岡), traduïble aproximadament com: Turó veritable.
El 20 d'agost de 1945, un batalló dels aliats desembarcaren al Port Maoka. Els japonesos van posar una forta resistència en el bombardeig fet pels russos hi va haver tants civils morts que l'episodi es coneix com la massacre de Maoka.
Els russos li donaren el nom actual, Kholmsk, derivat de la paraula russa kholm que també significa turó puix que la ciutat està situada en un turó que envolta el port.

## Economia i transport
Kholmsk és un important port per a l'illa de Sakhalín. Està unida per ferri al ferrocarril del port de Vànino situat a la Rússia continental, prop de Sovgavan.